# Krzysztof Bachmiński
Krzysztof Bachmiński (ur. w 1951 w Zabrzu) – polski prawnik, prezydent Krakowa w latach 1991–1992.

## Życiorys
Syn Jana i Reginy Małachowskiej. Mąż Jolanty z domu Janickiej. Ojciec Rafała. Absolwent Wydziału Prawa i Administracji UJ. Pracował w krakowskiej prokuraturze, gdzie założył „Solidarność”. Był to pierwszy w kraju przypadek założenia „Solidarności” w prokuraturze, wyprzedzając pod tym względem działania na terenie Gdańska i Warszawy.
W 1981 pracował w Komisji Praworządności przy Komisji Koordynacyjnej NSZZ „Solidarność” w Gdańsku prowadzonej przez Zbigniewa Bujaka.
14 grudnia 1981 na znak protestu po ogłoszeniu stanu wojennego odszedł z prokuratury. Pracował w charakterze radcy prawnego w różnych instytucjach. Dzięki pomocy mecenasów - Mariana Sadowskiego, Andrzeja Rozmarynowicza i profesora Andrzeja Zolla - został adwokatem. Był obrońcą w kilku procesach politycznych, w tym: Stanisława Handzlika, „sabotażu” w MPK w rocznicę wprowadzenia stanu wojennego i podziemnego radia „Solidarność”.
W lutym 1991 został wybrany na stanowisko Prezydenta Miasta Krakowa. We wrześniu 1992 zrezygnował z tej funkcji.
Po powrocie do zawodu adwokackiego był obrońcą m.in. Romana Kluski, Ryszarda Krauzego, Marka Ungiera, Mieczysława Kluka (szefa śląskiej policji) oraz prof. Dariusza Dudka – z oskarżenia rodziny Ziobrów. Specjalizuje się w sprawach karnych, zarówno kryminalnych jak i gospodarczych. Bronił w głośnych sprawach, na kanwie których nakręcono filmy: Polmozbytu i śmierci Claudio Crulica.
Uczestnik prac Centrum Obywatelskich Inicjatyw Ustawodawczych Solidarności. Za uczestnictwo w pracach Centrum minister sprawiedliwości w 2012 r. przyznał mu medal pamiątkowy „Zasłużonego dla wymiaru sprawiedliwości”. Naczelna Rada Adwokacka w 2017 r,. wyróżniła go odznaką „Adwokatura zasłużonym”. Stowarzyszenie Sieć Solidarności - za obronę w procesach politycznych - odznaczyło go medalem „Dziękujemy za wolność”. W 2015 odznaczony przez Prezydenta RP Bronisława Komorowskiego Krzyżem Kawalerskim Orderu Odrodzenia Polski.